# 아프로베나토르
아프로베나토르(Afrovenator)는 중생대 쥐라기 중기에서 후기까지 살았던 육식공룡으로, 화석은 니제르에서 발견되었다. 수각류 메갈로사우루스과의 일종이다. 전체 몸 길이는 약 8~9m이고, 체중은 1~1.5t에 달했을 것으로 추정된다. 학명은 '아프리카의 사냥꾼'이란 의미를 갖고 있다. 아프로베나토르의 두개골은 가늘고 길게 앞이 뾰족한 형태를 보이고 있다. 몸집은 전체적으로 가냘픈 편이고, 뼈의 구조로 볼 때 꼬리 뒷부분은 구부리기 어려웠을 것으로 보인다. 앞발은 힘이 강하고, 뒷발은 대퇴골이 경골보다 길어서, 그렇게 빨리 달리지는 못했다.